# Домин, Карел
Ка́рел До́мин  (чеш. Karel Domin, 4 мая 1882, Кутна-Гора — 10 июня 1953, Прага) — чешский ботаник и политик.

## Биография
По окончании учёбы в гимназии в Пршибраме изучал ботанику в Карловом университете Праги и получил высшее образование в 1906 году.
В 1916 году стал профессором ботаники. Домин специализировался на фитогеографии, геоботанике и классификации растений. Он стал членом Чехословацкой академии наук, опубликовал много научных работ и основал ботанический институт в университете.
Шкала Домина, названная его именем, обычно используется для обозначения классификации стандартной области числом видов растений, найденных в этой области.
В 1933-34 учебном году он был ректором Карлова университета и был одним из участников борьбы за старинные академические знаки отличий между чешским и немецким университетами Праги, что привело к уличным столкновениям и беспорядкам.
С 1935 до 1939 года он был членом парламента; после Мюнхенского соглашения он стал сооснователем полуфашистского политического движения (Akce národní obrody).

## Научные работы
- Zweiter Beitrag zur Kenntnis der Phanerogamenflora von Böhmen,1902
- A Phytogeographical outline of the zonal division in the Western Carpathians, besides some general remarks on the main forest trees, 1923
- Prodromus lokální květeny kraje od Medzilaborců k Palotským hřebenům ve vých. Slovensku,1940
- Monografická studie o Myosotis sylvatica (Ehrb.) Hoffm. a některých příbuzných pomněnkách se zvláštním zřením k oblasti karpatské,1939

## Научные работы по ботанической номенклатуре

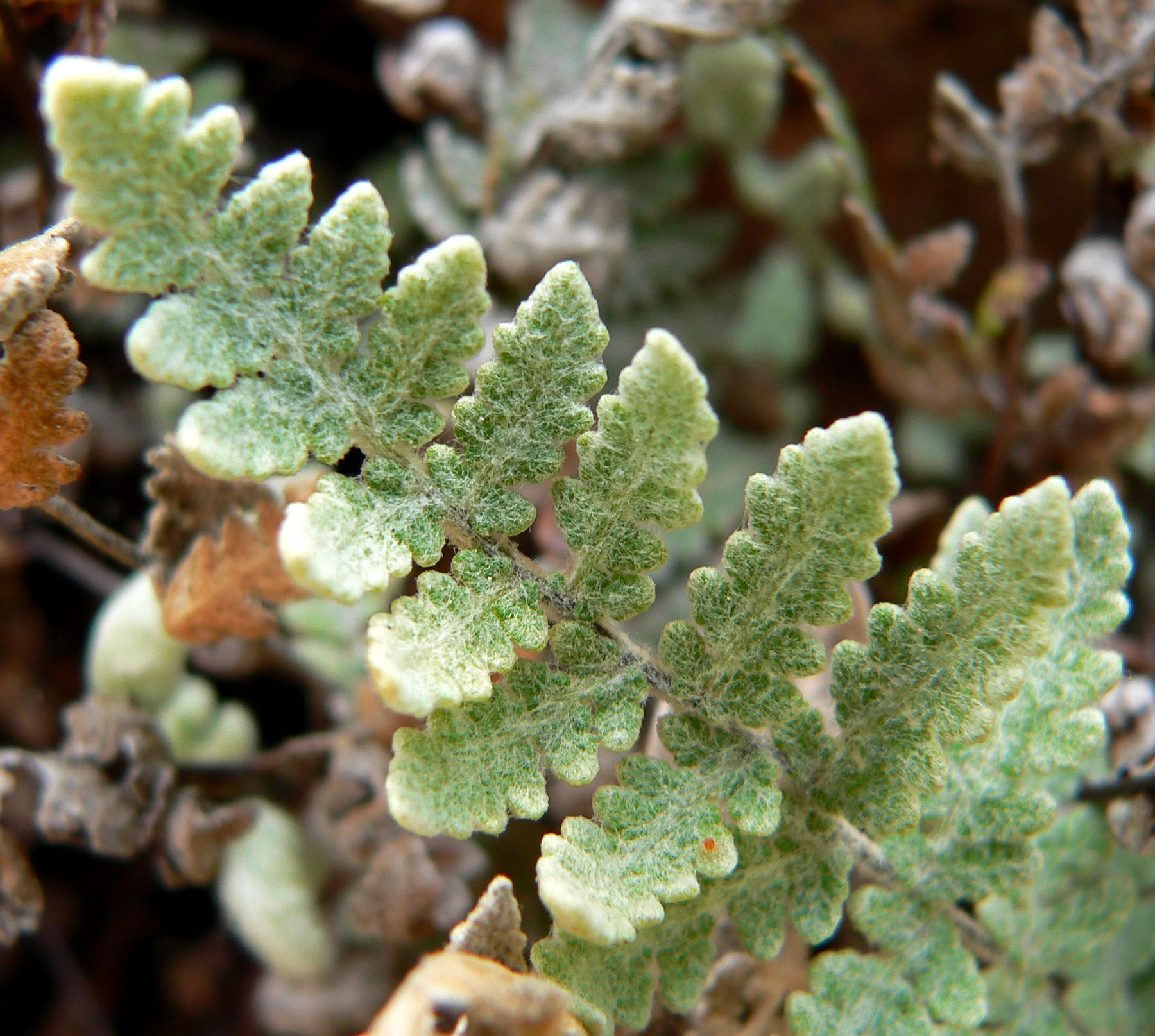
Краекучник

- Cheilanthes parryi Domin
- Dryandra sessilis (Knight) Domin, Vĕstn. Král. Ceské Společn. Nauk, Tř. Mat. Přír. 2: 19 (1923) (=Banksia sessilis (Knight) A.R.Mast & K.R.Thiele[2][3]
- Oryza australiensis Domin
- Pityrogramma dealbata (C.Presl) Domin Rozpr. Ceské Akad. Císafe Frantiska Josefa Védy, Tf. 2, Védy Math. Pfír., 51/1941, 15: 7 (1942); Bull. Int. Acad. Tchéque Sci., Cl. Sci. Math. Nat. Méd. 1941:1-7 (1942)[4]